# لیزر رنگی

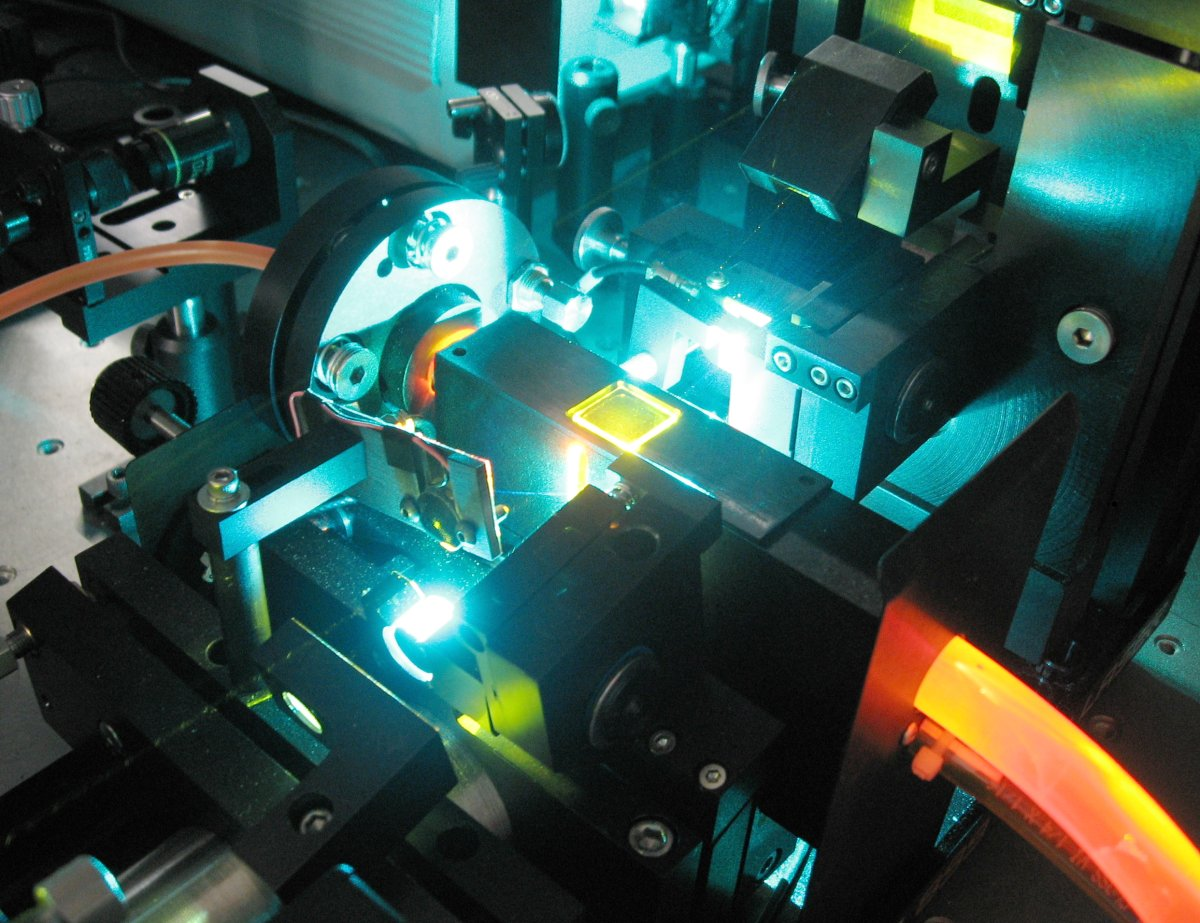
نمای نزدیک یک لیزر رنگی CW رومیزی بر اساس رودامین ۶جی، با انتشار ۵۸۰ نانومتر (زرد).

لیزر رنگی (به انگلیسی: Dye laser) لیزری است که از یک رنگ آلی به عنوان محلول لیزر، معمولاً به عنوان محیط فعال لیزری استفاده می‌کند. در مقایسه با گازها و بیشتر محیط‌های لیزر حالت جامد، معمولاً می‌توان از یک رنگ برای طیف گسترده‌تری از طول موج‌ها؛ که معمولاً ۵۰ تا ۱۰۰ نانومتر یا بیشتر است، استفاده کرد. پهنای باند گستردهٔ آن‌ها را به ویژه برای لیزرهای قابل تنظیم و لیزرهای پالسی مناسب می‌کند. به عنوان مثال رنگ رودامین ۶جی می‌تواند از ۶۳۵ نانومتر (قرمز مایل به نارنجی) تا ۵۶۰ نانومتر (زرد مایل به سبز) تنظیم شود و پالس‌هایی به اندازهٔ ۱۶ ثانیه تولید کند. علاوه بر این، رنگ می‌تواند با نوع دیگری جایگزین شود تا طیف وسیعی از طول موج‌های وسیع‌تر با همان لیزر، از فروسرخ تا نزدیک به فرابنفش نزدیک تولید شود، اگرچه این معمولاً به جایگزینی سایر اجزای نوری در لیزر نیز نیاز دارد، مانند آینهٔ دی‌الکتریک یا لیزر پمپ.
لیزرهای رنگی توسط پیتر پی سوروکین و اف پی شفر (و همکارانش) در سال ۱۹۶۶ به‌طور مستقل کشف شدند.
علاوه بر حالت مایع معمول، لیزرهای رنگ به‌عنوان لیزرهای رنگ جامد (SSDL) نیز موجود هستند. SSDL از ماتریس‌های آلی رنگی استفاده می‌کند.

## ساختار
لیزر رنگ از یک محیط گین استفاده می‌کند که متشکل از یک رنگ آلی است، این یک لکهٔ محلول بر پایهٔ کربن است که اغلب فلورسنت است، مانند رنگ در یک قلم برجسته. این رنگ با یک حلال سازگار مخلوط می‌شود و به مولکول‌ها اجازه می‌دهد به‌طور مساوی در سراسر مایع پخش شوند. محلول رنگ ممکن است از طریق سلول رنگی به گردش درآید یا با استفاده از جت رنگی از طریق هوای آزاد جریان یابد. یک منبع انرژی زیاد نور برای «پمپاژ» مایعات فراتر از آستانهٔ تابش مورد نیاز است. برای این منظور معمولاً از یک لولهٔ تخلیهٔ سریع یا لیزر خارجی استفاده می‌شود. همچنین برای نوسان نور تولید شده توسط فلورسانس رنگ، به آینه نیاز است که با هر بار عبور از مایع، تقویت می‌شود. آینهٔ خروجی به‌طور معمول حدود ۸۰٪ بازتابنده است، در حالی که سایر آینه‌ها معمولاً بیش از ۹۹٫۹٪ بازتابنده هستند. محلول رنگ معمولاً با سرعت زیاد برای جلوگیری از جذب سه قلو و کاهش تخریب رنگ، در گردش است. یک منشور منشوری یا پراش معمولاً در مسیر پرتو نصب می‌شود، تا امکان تنظیم تیر وجود داشته باشد.
از آنجا که محیط مایع لیزر رنگ می‌تواند با هر شکلی متناسب باشد، تعداد زیادی پیکربندی مختلف وجود دارد که می‌تواند مورد استفاده قرار گیرد. از حفره لیزر Fabry – Pérot معمولاً برای لیزرهای پمپاژ شده با فلاش تیوب استفاده می‌شود که شامل دو آینه است که ممکن است صاف یا منحنی باشند و به موازات یکدیگر قرار داشته باشند و محیط لیزر در بین آنها قرار داشته باشد. سلول رنگ اغلب یک لوله نازک است که طول آن تقریباً برابر با لوله مشعل است، در هر انتهای آن پنجره‌ها و ورودی / خروجی مایع وجود دارد. سلول رنگ معمولاً به صورت پمپاژ جانبی است و یک یا چند لوله فشاری به موازات سلول رنگ در حفره بازتابنده قرار دارد. حفره بازتابنده برای جلوگیری از شوک حرارتی در رنگ ناشی از مقادیر زیادی تابش مادون قرمز نزدیک که مایع تابشی تولید می‌کند، غالباً با آب سرد می‌شود. لیزرهای پمپ شده محوری دارای یک گلدان توخالی، حلقوی شکل هستند که سلول رنگ را احاطه کرده‌است، و دارای القا کمتری برای یک فلاش کوتاه‌تر، و بازده انتقال را بهبود می‌بخشد. لیزرهای پمپاژ کواکسیال دارای یک سلول رنگی حلقوی هستند که برای افزایش بازده انتقال بهتر، فلشت لوله را احاطه کرده‌است، اما به دلیل از دست دادن پراش، سود کمتری دارند. لیزرهای پمپ شده با فلاش فقط برای کاربردهای خروجی پالسی قابل استفاده هستند. یک طرح لیزر حلقه ای اغلب برای کار مداوم انتخاب می‌شود، اگرچه گاهی اوقات از طرح Fabry-Pérot استفاده می‌شود. در لیزر حلقه‌ای، آینه‌های لیزر به گونه‌ای قرار گرفته‌اند که به پرتو می‌توانند در یک مسیر دایره‌ای حرکت کنند. سلول رنگ یا کووت معمولاً بسیار کوچک است. گاهی از جت رنگی برای جلوگیری از تلفات بازتاب استفاده می‌شود. این رنگ معمولاً با لیزر خارجی مانند لیزر نیتروژن، اکسایمر یا فرکانس دو برابر Nd: YAG پمپ می‌شود. مایع با سرعت بسیار بالا به گردش در می‌آید تا از جذب سه قلو از قطع تیر جلوگیری کند. برخلاف حفره‌های Fabry-Pérot، لیزر حلقه‌ای امواج ایستاده ایجاد نمی‌کند که باعث سوزاندن سوراخ فضایی می‌شوند، پدیده‌ای که انرژی در قسمت‌های استفاده نشده از محیط بین تاج‌های موج به دام می‌افتد. این منجر به سود بهتر از محیط لیزر می‌شود.

## لیزرهای رنگی CW
در لیزرهای رنگ موج مداوم (CW) اغلب از جت رنگ استفاده می‌شود. لیزرهای رنگی CW می‌توانند دارای یک حفره حلقوی یا حلقوی باشند و زمینه را برای توسعه لیزرهای فمتوثانیه فراهم کنند. 

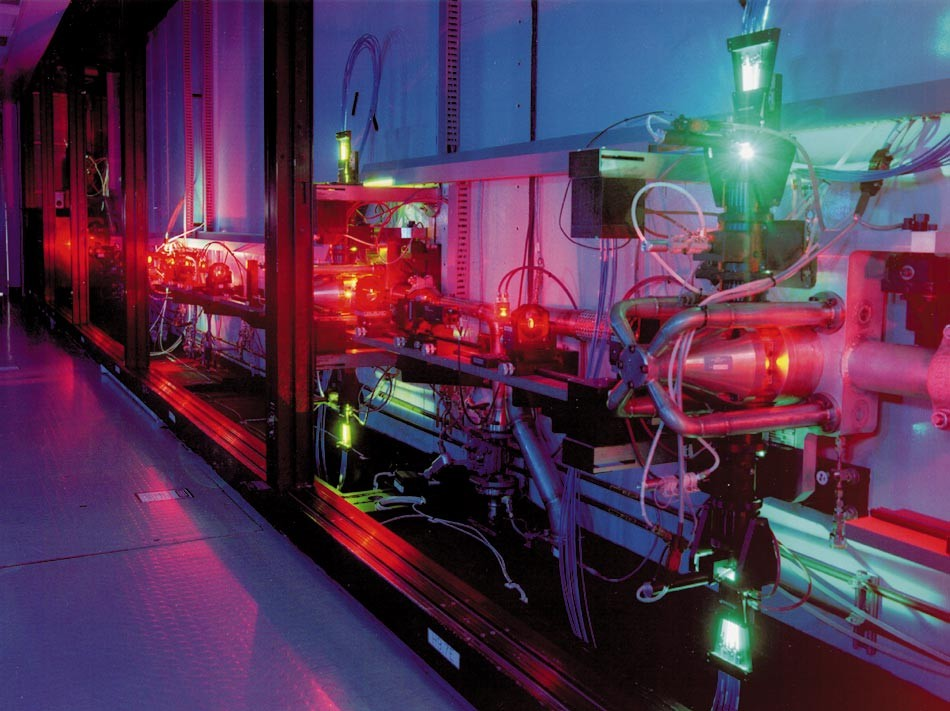
آزمایش جداسازی ایزوتوپ لیزر بخار اتمی در LLNL

## عملکرد

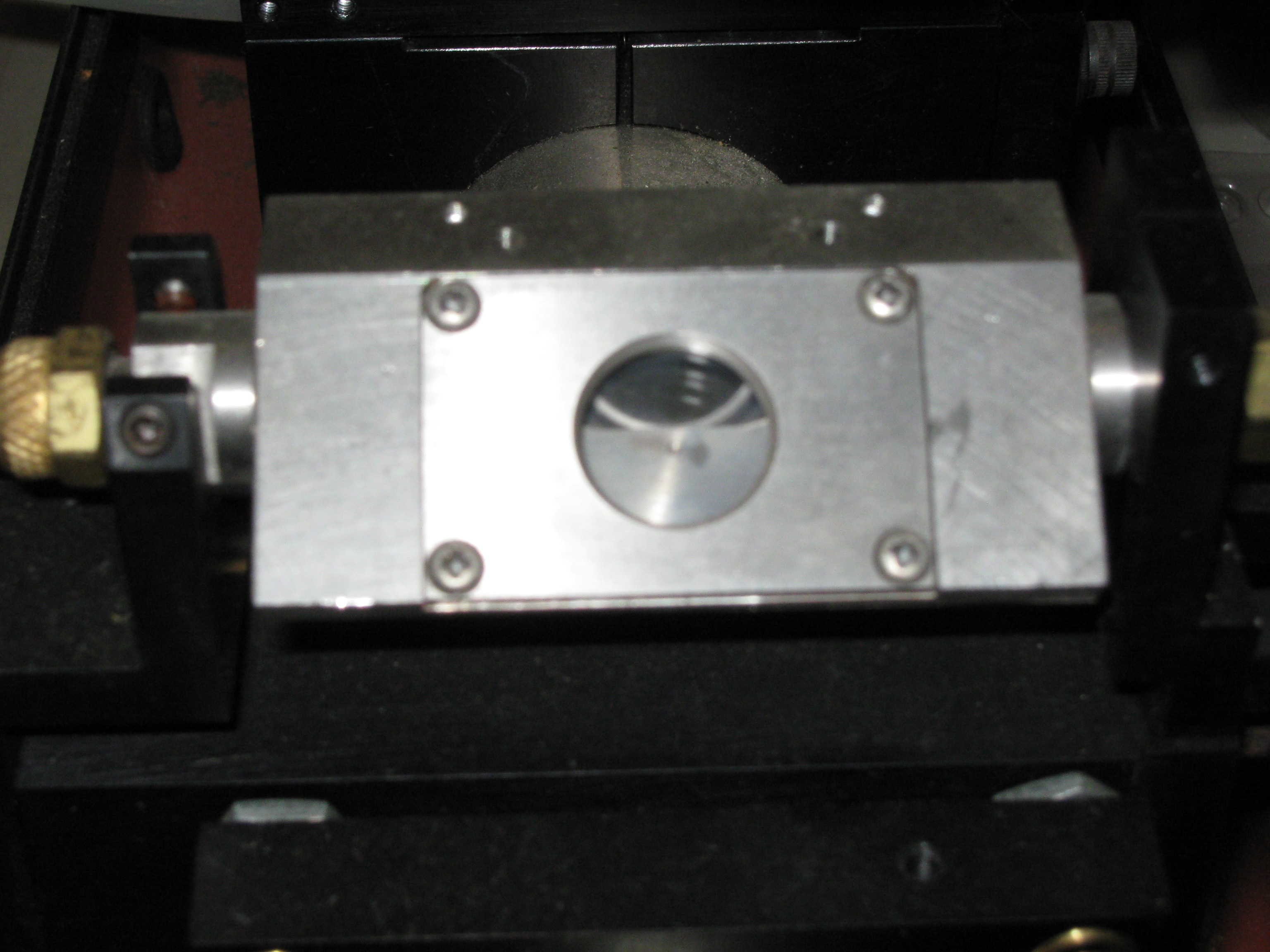
یک کووت برای لیزر رنگی.

رنگ‌های استفاده شده در این لیزرها حاوی مولکول‌های آلی نسبتاً بزرگی هستند که فلورس می‌شوند. اکثر رنگ‌ها زمان بسیار کمی بین جذب و انتشار نور دارند، که به عنوان طول عمر فلورسانس شناخته می‌شود، که اغلب به‌مدت چند نانوثانیه است. در شرایط استاندارد پمپاژ لیزر، مولکول‌ها انرژی خود را قبل از این‌که وارونگی جمعیت به درستی ایجاد شود، ساطع می‌کنند، بنابراین رنگ‌ها به نسبتاً تخصصی وسیله پمپاژ رنگ‌های مایع آستانهٔ لیزر بسیار بالایی دارند.
نور ورودی مولکول‌های رنگ را به حالت آماده برای انتشار تابش تحریک شده تحریک می‌کند. دولت واحد در این حالت، مولکول‌ها از طریق فلورسانس نور منتشر می‌کنند و رنگ برای طول موج لیزر شفاف است. طی یک میکروثانیه یا کمتر، مولکول‌ها به حالت سه‌گانه خود تغییر می‌کنند. در حالت سه‌گانه، نور از طریق فسفرسانس ساطع می‌شود و مولکول‌ها طول موج لیز کننده را جذب می‌کنند و رنگ را تا حدی مات می‌کنند. لیزرهای پمپاژ شده با چراغ قوه برای تأمین مقدار زیادی انرژی لازم برای رساندن رنگ به آستانه قبل از اینکه جذب سه‌گانه بر انتشار یکپارچه غلبه کند، به یک فلاش با مدت زمان بسیار کوتاه نیاز دارند. لیزرهای رنگی با یک لیزر پمپ خارجی می‌توانند با مقدار نسبتاً کمی انرژی ورودی، انرژی کافی از طول موج مناسب را به داخل رنگ هدایت کنند، اما رنگ باید با سرعت زیاد گردش یابد تا مولکول‌های سه‌قلو از مسیر پرتو خارج نشوند. به دلیل جذب زیاد، انرژی پمپاژ ممکن است غالباً در حجم کمی مایع متمرکز شود.
از آنجا که رنگ‌های آلی تحت تأثیر نور متلاشی می‌شوند، محلول رنگ به‌طور معمول از یک مخزن بزرگ به گردش در می‌آید

## مزایا
یکی از مزایای رنگ‌های آلی، کارایی بالای فلورسانس آن‌هاست. بیشترین تلفات در بسیاری از لیزرها و سایر دستگاه‌های فلورسانس از طریق بازده انتقال (جذب شده در مقابل انرژی منعکس شده / منتقل شده) یا عملکرد کوانتومی (تعداد فوتون ساطع شده در هر تعداد جذب شده) نیست، بلکه ناشی از تلفاتی است که فوتون‌های با انرژی بالا جذب می‌شوند و مجدداً ساطع می‌شوند. به عنوان فوتون با طول موج طولانی‌تر. از آنجا که انرژی فوتون با طول موج آن تعیین می‌شود، فوتون‌های ساطع شده انرژی کمتری خواهند داشت. پدیده‌ای به نام شیفت استوکس. مراکز جذب بسیاری از رنگ‌ها بسیار نزدیک به مراکز انتشار هستند. گاهی این دو به اندازهٔ کافی نزدیک هستند که مشخصات جذب کمی با مشخصات انتشار همپوشانی دارد. در نتیجه، بیشتر رنگ‌ها شیفت‌های استوکس بسیار کمی از خود نشان می‌دهند و در نتیجه باعث کاهش انرژی کمتر از بسیاری از انواع لیزر دیگر به دلیل این پدیده می‌شوند. پروفیل‌های جذب گسترده باعث می‌شود که آن‌ها به‌طور خاص برای پمپاژ باند پهن، مانند یک لوله فلاش مناسب باشند. همچنین اجازه می‌دهد تا از طیف گسترده‌ای از لیزرهای پمپ برای هر رنگ خاصی استفاده شود و برعکس، از بسیاری از رنگ‌های مختلف می‌توان با یک لیزر پمپ استفاده کرد.

## کاربردها در پزشکی
علاوه بر کاربردهای گوناگون در سایر حوزه‌ها، در پزشکی این لیزرها در بافت‌های مختلفی از جمله پوست اعمال می‌شوند که در آن‌ها برای ایجاد یکنواختی تن پوست استفاده می‌شود. طیف گسترده‌ای از طول موج‌ها امکان مطابقت بسیار نزدیک با خطوط جذب برخی از بافت‌ها مانند ملانین یا هموگلوبین را فراهم می‌کند، در حالی که پهنای باند باریک قابل دستیابی به کاهش احتمال آسیب به بافت اطراف کمک می‌کند. از آن‌ها برای درمان لکه‌های شراب بندری و سایر اختلالات رگ‌های خونی، اسکارها و سنگ کلیه استفاده می‌شود. آنها می‌توانند با جوهرهای مختلف برای از بین بردن خال‌کوبی و همچنین تعدادی از کاربردهای دیگر مطابقت داشته باشند.

## برخی از رنگ‌های لیزر و طول موج آن‌ها
برخی از رنگ‌های لیزر عبارت‌اند از: رودامین (نارنجی، ۵۴۰–۶۸۰ نانومتر)، فلورسئین (سبز، ۵۳۰–۵۶۰ نانومتر)، کومارین (آبی ۴۹۰–۶۲۰ نانومتر)، استیلبن (بنفش ۴۱۰–۴۸۰ نانومتر)، امبلیفرون (آبی، ۴۵۰-۴۷۰ نانومتر)، تتراسن، مالاشیت گرین و غیره.